# Метод (програмування)
Ме́тод в об'єктно-орієнтованому програмуванні — підпрограма (процедура, функція), що використовується виключно разом із класом (методи класу) або з об'єктом (методи екземпляра).

## Види
Розрізняють прості методи і статичні методи (методи класу): 
- прості методи мають доступ до даних об'єкта (конкретного екземпляра даного класу)
- статичні методи не мають доступу до даних об'єкта і для їх використання не потрібно створювати екземпляри (даного класу).

## Метод екземпляра (простий метод)
Приклад простого методу на JavaScript:
```
const
 
person
 
=
 
{

  
name
:
 
'Vasya'
,

  
surname
:
 
'Pupkin'
,

  
born
:
 
'01.01.1990'
,

  
//метод, що видає інформацію про персону

  
getData
()
 
{

    
return
 
person
.
name
 
+
 
' '
 
+
 
person
.
surname
 
+
 
', '
 
+
 
person
.
born
;

  
}

};

const
 
personData
 
=
 
person
.
getData
();
 
//'Vasya Pupkin, 01.01.1990'

```

## Статичний метод
Методи і властивості, які не прив'язані до конкретного екземпляру об'єкта, називають «статичними». Їх записують прямо в саму функцію-конструктор.
```
'use strict'
;

//створюємо клас для зберігання інформації про журнали 

function
 
Journal
(
date
)
 
{

  
this
.
date
 
=
 
date
;

//додаємо метод для перетворення дати

  
this
.
formatDate
 
=
 
function
(
date
)
 
{

    
return
 
date
.
getDate
()
 
+
 
'.'
 
+
 
(
date
.
getMonth
()
 
+
 
1
)
 
+
 
'.'
 
+
 
date
.
getFullYear
();

  
};

//додаємо метод для коректного виводу дати випуску журналу 

  
this
.
getTitle
 
=
 
function
()
 
{

    
return
 
'Выпуск от '
 
+
 
this
.
formatDate
(
this
.
date
);

  
};

}

//додаємо метод для порівняння дати випуску двох журналів

Journal
.
compare
 
=
 
function
(
journalA
,
 
journalB
)
 
{

  
return
 
journalA
.
date
 
-
 
journalB
.
date
;

};

// створюємо масив журналів

const
 
journals
 
=
 
[

  
new
 
Journal
(
new
 
Date
(
2012
,
 
1
,
 
1
)),

  
new
 
Journal
(
new
 
Date
(
2012
,
 
0
,
 
1
)),

  
new
 
Journal
(
new
 
Date
(
2011
,
 
11
,
 
1
))

];

//знаходимо журнал який був вупещений раніше

function
 
findMin
(
journals
)
 
{

  
let
 
min
 
=
 
0
;

  
for
 
(
let
 
i
 
=
 
0
;
 
i
 
<
 
journals
.
length
;
 
i
++
)
 
{

    
// використовуємо статичний метод

    
if
 
(
Journal
.
compare
(
journals
[
min
],
 
journals
[
i
])
 
>
 
0
)
 
min
 
=
 
i
;

  
}

  
return
 
journals
[
min
];

}

const
 
firstJournal
 
=
 
findMin
(
journals
).
getTitle
();
 
//Выпуск от 1.12.2011

```

### Використання на практиці
Подібно до процедури в процедурних мовах програмування, метод, як правило, складається із послідовності операцій для виконання дії, множини вхідних параметрів для налаштування цієї дії, та, можливо, вихідного значення деякого типу (значення, що повертається).
Призначення методів полягає в здійсненні певних дій над полями класу (змінними-членами) та надання механізму доступу до цих полів даних, що інкапсулюються в об'єкті або класі.

## Класифікація
Залежно від способу використання, методи поділяються на:
- змістовні — надаються клієнтам класу і визначають його інтерфейс, звичайно є публічними;
- спеціальні — викликаються автоматично при створенні (конструктори), знищенні (деструктори), копіюванні (конструктори копіювання), перетворенні типу тощо;
- допоміжні — викликаються з змістовних та спеціальних методів, звичайно не надаються клієнтам класу і є захищеними або приватними.

Залежно від впливу на стан об'єкта, методи поділяються на:
- конструктори — встановлюють початковий стан об'єкта;
- деструктори — скидають стан об'єкта;
- селектори (геттери) — надають значення атрибута;
- модифікатори (сеттери) — встановлюють значення атрибута;
- ітератори — надають послідовний доступ до множини атрибутів.

## Методи в JavaScript
Всі значення в JavaScript, за винятком null і undefined, містять набір допоміжних функцій і значень, доступних «через крапку». Такі функції називають «методами», а значення - «властивостями». Тут ми розглянемо основи використання властивостей і методів.
Приведемо деякі стандартні методи різних типів даних:

### Методи String
В рядків є метод toUpperCase (), який повертає рядок у верхньому регістрі
```
let
 
hello
 
=
 
"Hello world!"
;

hello
 
=
 
hello
.
toUpperCase
();
 
// "HELLO WORLD!"

```

Також є метод toLowerCase (), який працює аналогічно попередньому але повертає рядок у нижньому регістрі.
Метод indexOf (Str) повертає позицію першого символу першого входження підрядка Str в рядку.  
Метод lastIndexOf (Str) повертає позицію останнього входження Str в рядку.
Метод slice (String) повертає фрагмент рядка.

### Методи Number
Для переведення числа в рядок використовують метод toString(система счисления)
```
let
 
n
 
=
 
255
;

str
 
=
 
n
.
toString
(
16
);
 
// ff

```

### Методи Array
Для додавання/видалення елементів масиву використовують наступні методи:
- pop Видаляє останній елемент з масиву і повертає його.
- push Додає елемент в кінець масиву.
- shift Видаляє з масиву перший елемент і повертає його.
- unshift Додає елемент в початок масиву.

### Методи Function
У сучасному JavaScript у функційє вбудований метод bind, який ми можемо використовувати. За допомогою цього методу до функції можна прив'язати контекст
```
var
 
user
 
=
 
{

  
name
:
 
"Vasya"
,

  
sayName
:
 
function
()
 
{

    
alert
(
 
this
.
name
 
);

  
}

};

//Прив'яжемо контекст об'єкта до функції  

setTimeout
(
user
.
sayName
.
bind
(
user
),
 
1000
);
 
//виведе 'Vasya' через 1 секунду

```